# Tània Balló Colell
Pour les articles homonymes, voir Colell.
Tània Balló Colell, née en 1977 à Barcelone, est une cinéaste et écrivaine espagnole connue pour son travail sur le mouvement féministe des Las Sinsombrero des années 1920 ainsi que sur la mémoire de la République espagnole et de la guerre d'Espagne.

## Biographie
Tània Balló Colell étudie au Centre d’Estudis Cinematogràfics de Catalunya (CECC), ancienne école de cinéma de Barcelone dirigée notamment par Isaki Lacuesta.
L'une de ses premières œuvres est sa participation au documentaire 200 Km sur la lutte des travailleurs de l'entreprise espagnole de télécommunications  Sintel. Le film est sélectionné dans différents festivals, comme le Festival Cinespaña de Toulouse et le Festival international du film de Saint-Sébastien.
En 2005, elle fait partie des six cinéastes du film Entre el dictador y yo sur Franco.
En 2013, elle produit le film du réalisateur argentin Benjamín Ávila, Enfance clandestine, co-production hispano-brésilienne dans laquelle jouent notamment Ernesto Alterio et Natalia Oreiro. Le film est sélectionné au Festival de Cannes durant la Quinzaine des Réalisateurs puis est nommé aux Goya.
C'est en 2012 qu'elle commence son travail sur le groupe d'artistes Las Sinsombrero (les « Sans-chapeau »), qui marque le mouvement féministe espagnol sous la houlette de Maruja Mallo et de Concha Méndez. Avec le documentaire leur étant consacré en 2013, elle contribue à diffuser en Europe la mémoire de ce mouvement, considéré comme le pendant féminin de la Génération de 27 mais passé sous silence dans l'histoire de l'Espagne à cause de la dictature franquiste. Elle continue ce travail à travers la publication d'ouvrages, comme Las Sinsombrero. Sin ellas la historia no está completa publié aux éditions Planeta.
En 2018, elle est commissaire de l'exposition No pasarán, organisée par la municipalité de Madrid et sa maire Manuela Carmena, consacrée au combat des Madrilènes républicains contre le fascisme après le siège et la bataille de Madrid (1936).
En 2021, elle lance le projet scientifique du Musée virtuel de la Femme combattante, avec l'Institut des Femmes et l'Université Pompeu-Fabra de Barcelone. Elle publie la même année avec l'historien Gonzalo Berger l'ouvrage Les Combatents, sur les femmes engagées dans la guerre d'Espagne, comme la jeune milicienne antifasciste iconique Pepita Laguarda Batet, Rosario Sánchez Mora dite La Dynamiteuse, ou Lina Òdena, symbole du combat antifranquiste. La traduction francophone du livre est publiée en France en 2022.

## Filmographie

### Comme réalisatrice
- 2003 : 200 Km. Collectif de réalisateurs "Discusión 14" (co-réalisatrice).

### Comme productrice
- 2013 : Enfance clandestine de Benjamín Ávila.
- 2016 : Oleg et les arts bizarres d'Andrés Duque. Film sur le pianiste russe Oleg Karavaïtchouk[9].
- 2021: Meurtres sur la Costa del Sol : L'affaire Wanninkhof-Carabantes[10] (Netflix, titre anglais: Murder by the coast).

### Comme réalisatrice et productrice
- 2015 : Las Sinsombrero (également scénariste).
- 2017 : Mamáguerra, film sur la guerre d'Espagne, d'après le journal de Carmen Manso.

## Ouvrages
- 2016 : Las Sinsombrero. Sin ellas la historia no está completa. Espasa, Grupo Planeta.
- 2017 : Querido diario: hoy ha empezado la guerra de Pilar Duaygües Nebot, Espasa. Grupo Planeta. Avec l'historien Gonzalo Berguer.
- 2018 : Las Sinsombrero 2. Ocultas e impecables. Espasa, Grupo Planeta.
- 2021 : Les Combatents, la Història oblidada de les milicianes antifeixistes. Rosa dels Vents. Avec l'historien Gonzalo Berger.
- 2022 : Gonzalo Berger et Tània Balló, Les combattantes, 2022 (ISBN 979-10-399-0056-0) (traduction française du précédent)